# Кутівська сільська рада (Маньківський район)
Куті́вська сільська́ ра́да — колишня адміністративно-територіальна одиниця та орган місцевого самоврядування в Маньківському районі Черкаської області. Адміністративний центр — село Кути.

## Загальні відомості
- Населення ради: 499 осіб (станом на 2001 рік)

## Населені пункти
Сільській раді були підпорядковані населені пункти:
- с. Кути

## Склад ради
Рада складалася з 12 депутатів та голови.
- Голова ради: Островий Ігор Іванович
- Секретар ради: Солод Лариса Валеріївна

### Керівний склад попередніх скликань
| Прізвище, ім'я, по батькові | Основні відомості                                                 | Дата обрання | Дата звільнення |
| --------------------------- | ----------------------------------------------------------------- | ------------ | --------------- |
| Островий Ігор Іванович      | Сільський голова, 1972 року народження, освіта вища, безпартійний | 26.03.2006   |                 |

Примітка: таблиця складена за даними сайту Верховної Ради України

### Депутати
За результатами місцевих виборів 2010 року депутатами ради стали:

#### За суб'єктами висування
| Суб'єкт висування                                       | Кількість обраних депутатів | %    |
| ------------------------------------------------------- | --------------------------- | ---- |
| Партія регіонів                                         | 6                           | 50   |
| Комуністична партія України                             | 2                           | 16,7 |
| Народна партія                                          | 2                           | 16,7 |
| Політична партія Всеукраїнське об'єднання «Батьківщина» | 2                           | 16,7 |

#### За округами
| № округу                                                | Прізвище, ім'я, по батькові     | Дата визнання обраним | Освіта             | Партійна приналежність                        | Відомості про обраного депутата                                       |
| ------------------------------------------------------- | ------------------------------- | --------------------- | ------------------ | --------------------------------------------- | --------------------------------------------------------------------- |
| Комуністична партія України                             |                                 |                       |                    |                                               |                                                                       |
| 5                                                       | Миронюк Оксана Іванівна         | 03.11.2010            | середня спеціальна | член Комуністичної партії України             | Маньківський територіальний центр, соціальний працівник               |
| 6                                                       | Чечурка Валентина Альгісівна    | 03.11.2010            | вища               | член Комуністичної партії України             | школа, вчитель                                                        |
| Народна Партія                                          |                                 |                       |                    |                                               |                                                                       |
| 3                                                       | Гурський Віктор Володимирович   | 03.11.2010            | середня спеціальна | член Народної партії                          | Кутівська загальноосвітня школа І-ІІ ст., оператор Водогрійних котлів |
| 9                                                       | Колодій Віталій Петрович        | 03.11.2010            | середня спеціальна | член Народної партії                          | Цегельний завод ПП «Влад», майстер виробництва                        |
| Партія регіонів                                         |                                 |                       |                    |                                               |                                                                       |
| 1                                                       | Красноголовець Наталія Павлівна | 03.11.2010            | середня спеціальна | член Партії регіонів                          | пенсіонер                                                             |
| 7                                                       | Василишенко Валентина Іванівна  | 03.11.2010            | середня спеціальна | член Партії регіонів                          | Будиноккультури, директор                                             |
| 8                                                       | Солод Лариса Валеріївна         | 03.11.2010            | вища               | член Партії регіонів                          | Кутівська сільська рада, секретар                                     |
| 10                                                      | Пасічник Тетяна Петрівна        | 03.11.2010            | середня спеціальна | член Партії регіонів                          | Кутівський дошкільний навчальний заклад «Вишенька», кухар             |
| 11                                                      | Красноголовець Марина Василівна | 03.11.2010            | вища               | член Партії регіонів                          | Кутівський дошкільний навчальний заклад «Вишенька», зовідуюча         |
| Політична партія Всеукраїнське об'єднання «Батьківщина» |                                 |                       |                    |                                               |                                                                       |
| 2                                                       | Розколодько Ганна Антонівна     | 03.11.2010            | середня спеціальна | член Всеукраїнського об'єднання «Батьківщина» | пенсіонер                                                             |
| 12                                                      | Науменко Галина Василівна       | 03.11.2010            | середня спеціальна | член Всеукраїнського об'єднання «Батьківщина» | тимчасово не працює                                                   |